# Memorial del genocidi de Ntarama

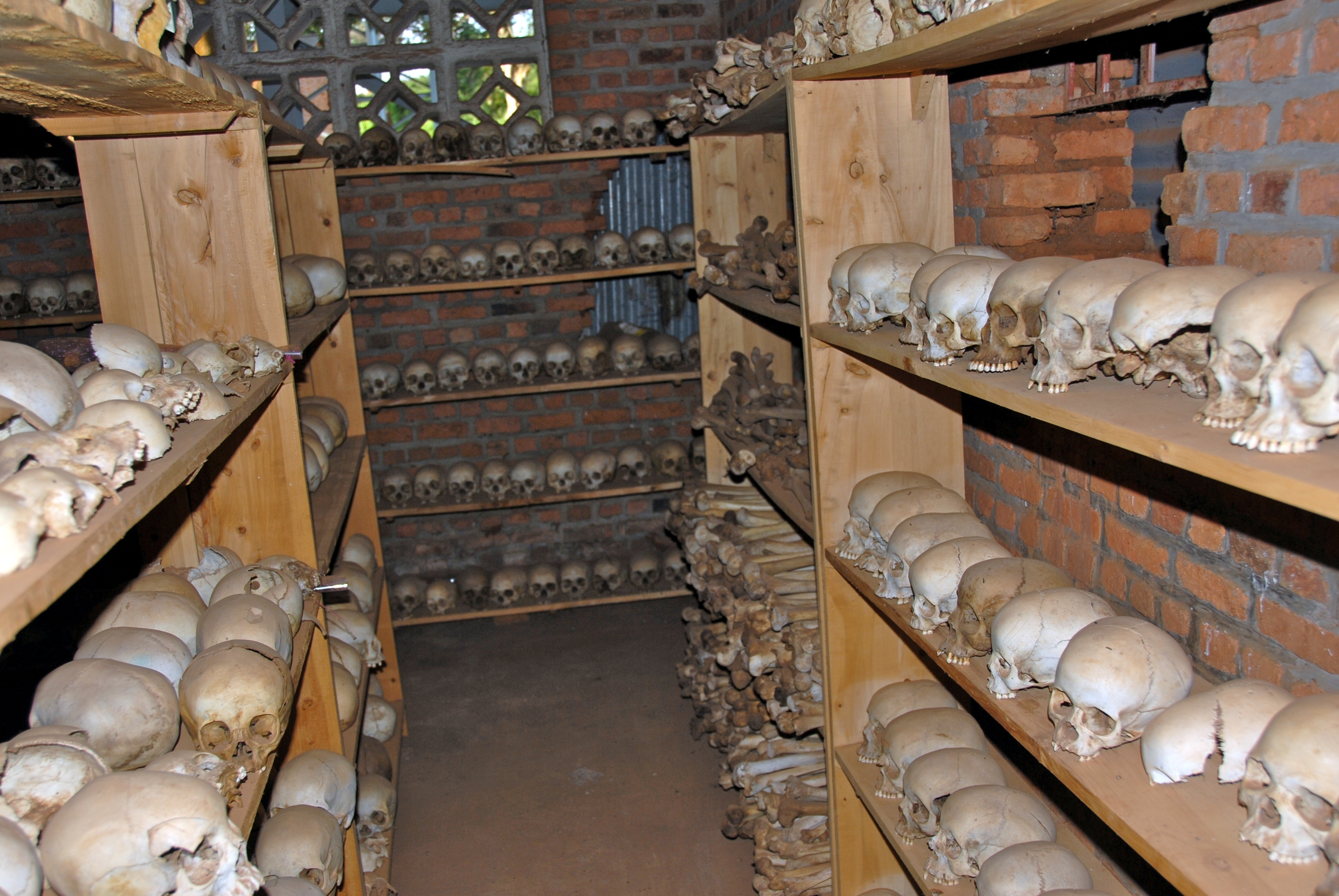
Prestatges amb cranis

El Memorial del genocidi de Ntarama és un espai commemoratiu situat a Ntarama, en una antiga església catòlica, on van ser assassinades 5.000 persones el 15 d'agost del 1994, durant el Genocidi de Ruanda. És un dels sis museus del genocidi de Ruanda juntament amb Murambi, Bisesero, Nyamata, Kigali i Nyarubuye.
Ntarama està situat al Districte de Kigali. Es troba després d'unes hores conduint des de Kigali, la capital i la ciutat més gran en el país. Zaza, Sake, Kibungo i Nyamata són ciutats properes. L'aeroport de Nemba és el més proper.